# Noel Clarke
Noel Clarke (Londres, 6 de dezembro de 1975) é um ator, diretor e roteirista britânico. Ele é mais conhecido por interpretar Wyman Norris em Auf Wiedersehen, Pet e Mickey Smith em Doctor Who. Clarke escreveu o roteiro e apareceu no filme aclamado pela crítica Kidulthood, e escreveu, dirigiu e estrelou sua sequência, Adulthood, que em sua semana de estreia arrecadou mais de 1,2 milhão de libras. Clarke ganhou o Laurence Olivier Award por ser o artista mais promissor  em 2003 e o BAFTA na categoria "estrela em ascensão"  em 2009.

## Filmografia

### Televisão
| Ano       | Título                  | Papel          | Notas                    |
| --------- | ----------------------- | -------------- | ------------------------ |
| 1999      | Metrosexuality          | Kwame O'Rielly |                          |
| 2000      | The Bill                | Lennie Cox     | 1 episódio               |
| 2001      | Judge John Deed         | Adam           | 1 episódio               |
| 2001      | Waking the Dead         | Extra          | Não creditado 1 episódio |
| 2001      | Casualty                | Danny Oldfield | 3 episódios              |
| 2002–2004 | Auf Wiedersehen, Pet    | Wyman Norris   | 14 episódios             |
| 2003      | Adventure Inc.          | Mike Reed      | 1 episódio               |
| 2003      | Doctors                 | Jim Baker      | 1 episódio               |
| 2004      | Holby City              | Shaun O'Connor | 3 episódios              |
| 2004      | A Touch of Frost        | Kenny          | 1 episódio               |
| 2005–2010 | Doctor Who              | Mickey Smith   | 16 episódios             |
| 2005–2010 | Doctor Who Confidential | Ele mesmo      | 10 episódios             |
| 2006      | Tardisodes              | Mickey Smith   |                          |
| 2006      | Jane Hall               | Steve Heaney   | 2 episódios              |
| 2006      | Torchwood               |                | Roteirista de "Combat"   |
| 2007      | Dubplate Drama          | Hostel manager |                          |
| 2007      | The Weakest Link        | Ele mesmo      | Especial de Doctor Who   |
| 2008      | West 10 LDN             | Michael        | Roteirista               |
| 2012      | What If                 | The Angel      |                          |

### Cinema
| Ano  | Título                    | Papel             | Notas                   |
| ---- | ------------------------- | ----------------- | ----------------------- |
| 1999 | Native                    | Victor            |                         |
| 1999 | Take 2                    | Jamal / Cornelius |                         |
| 2002 | The Last Angel            | Kid               |                         |
| 2002 | Licks                     | David             | Roteirista e produtor   |
| 2003 | I'll Sleep When I'm Dead  | Cyril             |                         |
| 2006 | Plastic                   | Jock              |                         |
| 2006 | Kidulthood                | Sam Peel          | Roteirista              |
| 2008 | Adulthood                 | Sam Peel          | Roteirista e diretor    |
| 2009 | Reign of Death            | Joe Digby         |                         |
| 2009 | Heartless                 | AJ                |                         |
| 2009 | Doghouse                  | Mikey             |                         |
| 2010 | Sex & Drugs & Rock & Roll | Desmond / Sparky  |                         |
| 2010 | Centurion                 | Macros            |                         |
| 2010 | 4.3.2.1                   | Tee               | Roeteirista e codiretor |
| 2010 | Huge                      | Clark             |                         |
| 2011 | Race Against Time         | Narrador          |                         |
| 2011 | Screwed                   | Truman            |                         |
| 2012 | Radio 1 Movie             |                   | Produtor executivo      |
| 2012 | The Knot                  | Peter             | Roteirista              |
| 2012 | Fast Girls                | Tommy             | Roteirista              |
| 2012 | Storage 24                | Charlie           | Roteirista              |
| 2012 | Bliss!                    | Mark Wilson       |                         |
| 2013 | Star Trek Into Darkness   | Thomas Harewood   |                         |
| 2013 | Saving Santa              |                   | Pós-produção            |